# Joanna Roos
Pour les articles homonymes, voir Roos.
Joanna Roos est une actrice américaine, née le 11 janvier 1901 à New York — Arrondissement de Brooklyn (État de New York), morte le 13 mai 1989 à Princeton (New Jersey).

## Biographie
Très active au théâtre, Joanna Roos joue notamment à Broadway dès 1921, dans vingt-trois pièces et deux revues. Citons Oncle Vania d'Anton Tchekhov (1930, avec Eduardo Ciannelli, Walter Connolly et Lillian Gish), La Descente d'Orphée de Tennessee Williams (1957, avec R. G. Armstrong, Cliff Robertson et Maureen Stapleton), ainsi que Peer Gynt d'Henrik Ibsen (avec Fritz Weaver dans le rôle-titre), sa dernière pièce à Broadway en 1960.
En raison de cette carrière théâtrale, elle apparaît au cinéma dans seulement quatre films américains, le premier étant un court métrage sorti en 1932. Suivent Patterns (en) de Fielder Cook (1956, avec Van Heflin et Everett Sloane), La Fièvre dans le sang d'Elia Kazan (1961, avec Natalie Wood et Warren Beatty), et enfin Quinze jours ailleurs de Vincente Minnelli (1962, avec Kirk Douglas et Edward G. Robinson).
Pour la télévision, Joanna Roos contribue à cinq téléfilms d'origine théâtrale, diffusés entre 1958 et 1966, dont Inherit the Wind (en) de George Schaefer (1965, avec Melvyn Douglas et Ed Begley). S'y ajoutent vingt séries de 1952 à 1978, dont Les Accusés (un épisode, 1963).

## Théâtre à Broadway (intégrale)
(pièces, sauf mention contraire)

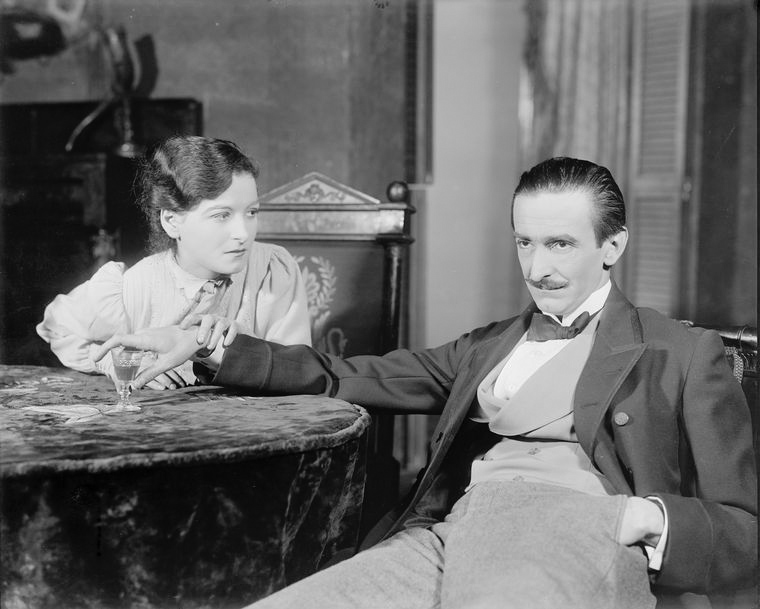
Avec Osgood Perkins, dans Oncle Vania (1930)

- 1921-1922 : Die Puste Kretshme (The Iddle Inn) de Peretz Hirshbein, adaptation Isaac Goldberg et Louis Wolheim : Esther
- 1922 : The Green Ring de Zinaïda Hippius : Sophia Vozzhin
- 1923 : The Player Queen de William Butler Yeats : Page
- 1923-1924 : This Fine-Pretty World de Percy MacKaye : Goldie Shoop
- 1924 : Grand Street Follies of 1924, revue, musique, lyrics et livret d'Agnes Morgan : rôle non-spécifié
- 1925 : Loggerheads de Ralph Cullinan : Norah Halpin
- 1926 : L'Affaire Makropoulos (Makropoulos Secret) de Karel Čapek, adaptation de Randall C. Burrett : Kristina
- 1927 : Lovers and Enemies d'Artzybashell, adaptation de Mme Strindberg : Irina
- 1928 : Grand Street Follies of 1928, revue, musique de Max Ewing, Lily Hyland et Serge Walter, lyrics et livret d'Agnes Morgan : rôle non-spécifié
- 1929 : Veneer de Hugh Stanislaus Stange : Allie Smith
- 1930 : Oncle Vania (Uncle Vanya) d'Anton Tchekhov : Sophia Alexandrovna
- 1930 : Schoolgirl d'A. W. Pezet et Carman Barnes : Naomi Bradshaw
- 1931 : Washington Heights de Vincent Lawrence : Mary Grove
- 1931 : Les Quatre Filles du docteur March (Little Women), adaptation par Marian de Forest du roman éponyme de Louisa May Alcott : Beth
- 1932 : Life Begins de Mary Macdougal Axelson, mise en scène de Joseph Santley : Grace Sutton
- 1934 : Picnic de Gretchen Damrosch : Vera
- 1934 : Tight Britches de Miriam Doyle : Sallie Tabor
- 1935 : Panic d'Archibald MacLeish : Une jeune femme
- 1936 : Black Widow de Samuel John Park : Katherine
- 1936 : Daughters of Atreus de Robert Turney : Elektra
- 1938-1939 : Abe Lincoln in Illinois de Robert E. Sherwood, mise en scène d'Elmer Rice : Mary Todd (remplacement)
- 1944 : War President de Nat Sherman : Mme Lincoln
- 1946-1947 : Jeanne de Lorraine (Joan of Lorraine) de Maxwell Anderson : Mlle Sadler (remplacement)
- 1957 : La Descente d'Orphée (Orpheus Descending) de Tennessee Williams : Vee Talbott
- 1960 : Peer Gynt d'Henrik Ibsen : Aase

## Filmographie

### Cinéma (intégrale)
- 1932 : The Skull Murder Mystery de Joseph Henabery (court métrage) : Amy Beck
- 1956 : Patterns de Fielder Cook : Mlle Margaret Lanier
- 1961 : La Fièvre dans le sang (Splendor in the Grass) d'Elia Kazan : Mme Stamper
- 1962 : Quinze jours ailleurs (Two Weeks in Another Town) de Vincente Minnelli : Janet Bark

### Télévision
Séries (sélection)
- 1953-1955 : The Philco Television Playhouse
  - Saison 5, épisode 29 The Big Deal (1953) de Delbert Mann : L'épouse
  - Saison 7, épisode 18 The Pardon-Me Boy (1955) d'Arthur Penn : Mary
- 1963 : Les Accusés (The Defenders), saison 3, épisode 13 Fugue for Trumpet and Small Boy : Josie Davis

Téléfilms (intégrale)
- 1958 : Johnny Belinda de George Schaefer : Maggie
- 1960 : Solness le constructeur (The Master Builder) de Richard A. Lukin et John Stix : rôle non-spécifié
- 1960 : Cradle Song de George Schaefer : La maîtresse des novices
- 1965 : Inherit the Wind de George Schaefer : Mme Brady
- 1966 : Lamp at Midnight de George Schaefer : La mère supérieure

## Note et référence
1. ↑  La pièce éponyme à l'origine de ce téléfilm a été adaptée au cinéma en 1960 sous le même titre original (titre français : Procès de singe, réalisation de Stanley Kramer, avec Spencer Tracy et Fredric March).